# Mehdi Taremi
Mehdi Taremi - em persa: مهدی طارمی (Bushehr 18 de julho de 1992), é um futebolista iraniano que atua como atacante. Atualmente, joga pela Internazionale.
Ele começou sua carreira no Shahin Bushehr e Iranjavan, e então jogou pelo Persepolis entre 2014 e 2018; ele foi o artilheiro da Iran Pro League em duas ocasiões (2015–16 e 2016–17). Ele jogou pelo Al-Gharafa do Catar entre 2018 e 2019, antes de se juntar ao Rio Ave em Portugal, com quem foi o artilheiro da Primeira Liga em 2019–20 . Em 2020, ele se mudou para o outro time português, o Porto, e ganhou a dobradinha nacional em 2021–22. Ele continuou esse sucesso na temporada 2022–23, terminando como o artilheiro da liga e ganhando uma dobradinha nacional da Taça de Portugal e da Taça da Liga.
Taremi fez sua primeira aparição profissional em 2015 e representou o Irã na Copa do Mundo da FIFA em 2018 e 2022, e na Copa da Ásia em 2019 e 2023.
Em julho de 2025, o Botafogo apresentou proposta de dois anos de contrato e meio por Mehdi Taremi, então na Internazionale. O iraniano, porém, recusou a oferta, para negociar com clubes da Premier League.

## Títulos
Porto
- Primeira Liga: 2021–22[5]

Seleção Iraniana
- Copa das Nações CAFA: 2023[6]

### Prêmios Individuais
- Artilheiro da Primeira Liga de 2022–23: 22 gols[7]
- Artilheiro da Copa das Nações CAFA de 2023: 6 gols[6]